# 班達爾烏帕齊拉
班達爾乌帕齐拉是孟加拉国納拉揚甘傑縣的一个乌帕齐拉，位於達卡专区的納拉揚甘傑縣。。

## 人口
據1991年孟加拉國人口普查，班達爾共有戶數38,985戶，人口212572人。其中男性佔比52.47%，女性佔比47.53%；成年人口109,270人。該地7歲以上人口之平均識字率為44.1%，高於全國平均值（32.4%）。